# Edvard Welander

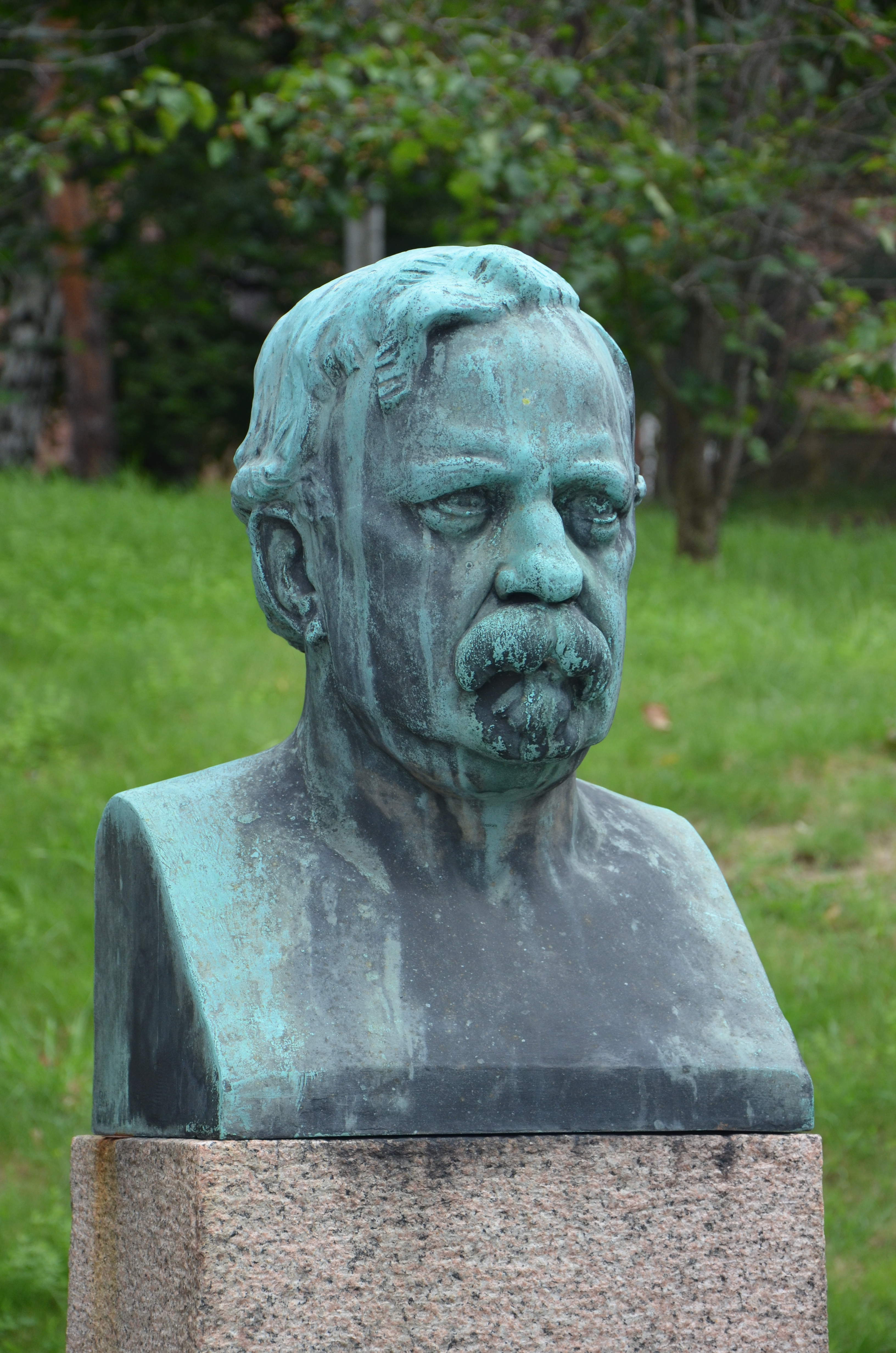
Byst av Edvard Welander vid Karolinska Universitetssjukhuset i Solna

Edvard Vilhelm Welander, född 4 mars 1846 i Växjö, död 23 januari 1917 i Stockholm, var en svensk läkare och professor i syfilidologi.

## Biografi
Welander blev student vid Uppsala universitet 1863, medicine kandidat 1868, medicine licentiat vid Karolinska institutet 1871, disputerade där 1880 för medicine doktorsgrad (Om morbiliteten och mortalitet en inom Kungl. andra livgardet mellan 1866 och 1877 samt luftundersökningar inom regementets kasern) och promoverades samma år i Uppsala till medicine doktor. Åren 1875-82 var han andre bataljonsläkare vid Andra livgardet, blev 1884 docent i syfilidologi vid Karolinska institutet, 1888 överläkare vid S:t Görans sjukhus samt 1896 e.o. och 1909 ordinarie professor i syfilidologi vid nämnda institut. År 1911 tog han avsked från professuren, och honom ägnades då en enastående hyllning från in- och utlandet, bl.a. i form av en storartad festskrift med bidrag av läkare från tio länder.
Inom sitt specialområde utövade han en mycket intensiv och framgångsrik verksamhet som forskare, lärare och läkare. Med outtröttlig iver undersökte han de vid syfilisbehandlingen använda medlen och deras terapeutiska inverkan. Härigenom skapade han den vetenskapliga grundvalen för den av Fournier införda intermittenta preventiva behandlingen av nämnda sjukdom.